# Tanystylum rehderi
Tanystylum rehderi là một loài nhện biển trong họ Ammotheidae. Loài này thuộc chi Tanystylum. Tanystylum rehderi được miêu tả khoa học năm 1970 bởi Child.